# Wiesenský viadukt
Wiesenský viadukt (německy Wiesener Viadukt) je železniční viadukt ve švýcarském kantonu Graubünden na trati spojující Davos a Filisur, kterou provozuje Rhétská dráha (RhB). Viadukt dlouhý 210 m a vysoký 89 m byl vystavěn v letech 1906–1909 přes řeku Landwasser. Viadukt se nachází na území bývalé obce Wiesen, jež je od roku 2009 součástí Davosu.

## Poloha
Viadukt překlenuje řeku Landwasser asi 300 m jihozápadně od stanice Wiesen a má na své jižní straně oddělenou lávku pro pěší. Na západním konci viaduktu se dochovalo historické nefunkční návěstidlo.

## Historie
Wiesenský viadukt navrhl tehdejší hlavní inženýr RhB Friedrich Hennings. Stavebními pracemi byla pověřena firma Froté, Westermann & Cie v Curychu. Výstavba začala v říjnu 1906. V červenci 1908 byla dokončena výstavba lešení. Lešení bylo původně zamýšlené jako ocelové, avšak to by si vyžadovalo nejprve vybudovat zděné pilíře. Protože už stavba byla zahájena, bylo přistoupeno k výstavbě dražšího, dřevěného lešení. Hlavní oblouk byl nejprve vyzděn na obou stranách do 35°, zbývající prostor byl vybudován ve třech vrstvách. Toto opatření bylo zvoleno proto, aby se lešení co nejméně namáhalo. První vrstva byla postavena tak tenká, že unesla pouze sebe a na ní položenou druhou vrstvu. Vrstvy se současně zdily na několika místech najednou, aby se zabránilo deformaci lešení. Teprve třetí vrstva byla zděna ve směru zdola nahoru. Do zimy 1908 byly dokončeny nejdůležitější práce. Na jaře byla vybudována lávka pro pěší, kterou si vyžádaly obce Davos a Filisur, a které se také podílely na jejích nákladech. Provoz byl zahájen 1. července 1909 a náklady na výstavbu činily 324 000 franků.

## Technická data
Jednokolejný viadukt je 88,9 m vysoký a 210 m dlouhý. Skládá se z hlavního 3,7 m širokého oblouku se světelnou výškou 55 m a čtyř vedlejších dvacetimetrových oblouků na každé straně. Most byl postaven z betonových kvádrů obložených přírodním kamenem. Zvláštností mostu je, že východní část mostu není přímá, ale vedlejší oblouky vytvářejí zatáčku. Jedná se o druhý nejdelší most společnosti RhB po Langwieském viaduktu a zároveň druhý nejvyšší most po Soliském viaduktu, který je o pouhých 10 cm vyšší.